# Atina Ford
Atina Ford   (Regina, 12 d'octubre de 1971), posteriorment coneguda amb el nom de casada Atina Johnston, és una jugadora de cúrling canadenca, ja retirada, que va competir durant les dècades de 1990 i 2000.
El 1998 va prendre part en els Jocs Olímpics d'Hivern de Nagano, on guanyà la medalla d'or en la competició de cúrling. En el seu palmarès també destaquen una medalla d'or al Campionat del Món de cúrling de 1997 i una de bronze al Campionat del Món júnior de 1991. Amb el Hvidovre Curling Club guanyà 15 campionats danesos.